# Lijst van afleveringen van Hawaii Five-O
Dit is een lijst met afleveringen van de Amerikaanse televisieserie Hawaii Five-O. De serie telt 12 seizoenen. Een overzicht van alle afleveringen is hieronder te vinden.

## Seizoen 1
| Nr. | Titel aflevering                          | Uitzenddatum VS   |
| --- | ----------------------------------------- | ----------------- |
| 1   | Full Fathom Five                          | 26 september 1968 |
| 2   | Strangers in Our Own Land                 | 3 oktober 1968    |
| 3   | Tiger by the Tail                         | 10 oktober 1968   |
| 4   | Samurai                                   | 17 oktober 1968   |
| 5   | ...And They Painted Daisies on His Coffin | 7 november 1968   |
| 6   | Twenty-Four Karat Kill                    | 14 november 1968  |
| 7   | The Ways of Love                          | 21 november 1968  |
| 8   | No Blue Skies                             | 5 december 1968   |
| 9   | By the Numbers                            | 12 december 1968  |
| 10  | Yesterday Died and Tomorrow Won't Be Born | 19 december 1968  |
| 11  | Deathwatch                                | 25 december 1968  |
| 12  | Pray Love Remember, Pray Love Remember    | 1 januari 1969    |
| 13  | King of the Hill                          | 8 januari 1969    |
| 14  | Up Tight                                  | 15 januari 1969   |
| 15  | Face of the Dragon                        | 22 januari 1969   |
| 16  | The Box                                   | 29 januari 1969   |
| 17  | One for the Money                         | 5 februari 1969   |
| 18  | Along Came Joey                           | 12 februari 1969  |
| 19  | Once Upon a Time: Part 1                  | 19 februari 1969  |
| 20  | Once Upon a Time: Part 2                  | 26 februari 1969  |
| 21  | Not That Much Different                   | 5 maart 1969      |
| 22  | Six Kilos                                 | 12 maart 1969     |
| 23  | The Big Kahuna                            | 19 maart 1969     |
| 24  | Cocoon: Part 1                            | 4 juni 1969       |
| 25  | Cocoon: Part 2                            | 11 juni 1969      |

## Seizoen 2
| Nr. | Titel aflevering                   | Uitzenddatum VS   |
| --- | ---------------------------------- | ----------------- |
| 1   | A Thousand Pardons -- You're Dead! | 24 september 1969 |
| 2   | To Hell with Babe Ruth             | 1 oktober 1969    |
| 3   | Forty Feet High and It Kills!      | 8 oktober 1969    |
| 4   | Just Lucky, I Guess                | 15 oktober 1969   |
| 5   | Savage Sunday                      | 22 oktober 1969   |
| 6   | A Bullet for McGarrett             | 29 oktober 1969   |
| 7   | Sweet Terror                       | 5 november 1969   |
| 8   | King Kamehameha Blues              | 12 november 1969  |
| 9   | Singapore File                     | 19 november 1969  |
| 10  | All the King's Horses              | 26 november 1969  |
| 11  | Leopard on the Rock                | 3 december 1969   |
| 12  | The Devil and Mr. Frog             | 10 december 1969  |
| 13  | The Joker's Wild, Man, Wild        | 17 december 1969  |
| 14  | Which Way Did They Go?             | 24 december 1969  |
| 15  | Blind Tiger                        | 31 december 1969  |
| 16  | Bored, She Hung Herself            | 7 januari 1970    |
| 17  | Run, Johnny, Run                   | 14 januari 1970   |
| 18  | Killer Bee                         | 21 januari 1970   |
| 19  | The One with the Gun               | 28 januari 1970   |
| 20  | Cry, Lie                           | 4 februari 1970   |
| 21  | Most Likely to Murder              | 11 februari 1970  |
| 22  | Nightmare Road                     | 18 februari 1970  |
| 23  | Three Dead Cows at Makapuu: Part 1 | 25 februari 1970  |
| 24  | Three Dead Cows at Makapuu: Part 2 | 4 maart 1970      |
| 25  | Kiss the Queen Goodbye             | 11 maart 1970     |

## Seizoen 3
| Nr. | Titel aflevering                  | Uitzenddatum VS   |
| --- | --------------------------------- | ----------------- |
| 1   | And a Time to Die...              | 16 september 1970 |
| 2   | Trouble in Mind                   | 23 september 1970 |
| 3   | The Second Shot                   | 30 september 1970 |
| 4   | Time and Memories                 | 7 oktober 1970    |
| 5   | The Guarnerius Caper              | 14 oktober 1970   |
| 6   | The Ransom                        | 21 oktober 1970   |
| 7   | Force of Waves                    | 28 oktober 1970   |
| 8   | The Reunion                       | 4 november 1970   |
| 9   | The Late John Louisiana           | 11 november 1970  |
| 10  | The Last Eden                     | 18 november 1970  |
| 11  | Over Fifty? Steal!                | 25 november 1970  |
| 12  | Beautiful Screamer                | 2 december 1970   |
| 13  | The Payoff                        | 9 december 1970   |
| 14  | The Double Wall                   | 16 december 1970  |
| 15  | Paniolo                           | 30 december 1970  |
| 16  | Ten Thousand Diamonds and a Heart | 6 januari 1971    |
| 17  | To Kill or Be Killed              | 13 januari 1971   |
| 18  | F.O.B. Honolulu: Part 1           | 27 januari 1971   |
| 19  | F.O.B. Honolulu: Part 2           | 3 februari 1971   |
| 20  | The Gunrunner                     | 10 februari 1971  |
| 21  | Dear Enemy                        | 17 februari 1971  |
| 22  | The Bomber and Mrs. Moroney       | 24 februari 1971  |
| 23  | The Grandstand Play: Part 1       | 3 maart 1971      |
| 24  | The Grandstand Play: Part 2       | 10 maart 1971     |

## Seizoen 4
| Nr. | Titel aflevering                            | Uitzenddatum VS   |
| --- | ------------------------------------------- | ----------------- |
| 1   | Highest Castle, Deepest Grave               | 14 september 1971 |
| 2   | No Bottles...No Cans...No People            | 21 september 1971 |
| 3   | Wednesday, Ladies Free                      | 28 september 1971 |
| 4   | 3,000 Crooked Miles to Honolulu             | 5 oktober 1971    |
| 5   | Two Doves and Mr. Heron                     | 12 oktober 1971   |
| 6   | And I Want Some Candy and a Gun That Shoots | 26 oktober 1971   |
| 7   | Air Cargo -- Dial for Murder                | 2 november 1971   |
| 8   | For a Million... Why Not?                   | 9 november 1971   |
| 9   | The Burning Ice                             | 16 november 1971  |
| 10  | Rest in Peace, Somebody                     | 23 november 1971  |
| 11  | A Matter of Mutual Concern                  | 30 november 1971  |
| 12  | Nine, Ten -- You're Dead                    | 14 december 1971  |
| 13  | Is This Any Way to Run a Paradise           | 21 december 1971  |
| 14  | Odd Man In                                  | 4 januari 1972    |
| 15  | Bait Once, Bait Twice                       | 11 januari 1972   |
| 16  | The Ninety-Second War: Part 1               | 18 januari 1972   |
| 17  | The Ninety-Second War: Part 2               | 25 januari 1972   |
| 18  | Skinhead                                    | 1 februari 1972   |
| 19  | While You're at It, Bring in the Moon       | 8 februari 1972   |
| 20  | Cloth of Gold                               | 15 februari 1972  |
| 21  | Good Night, Baby, Time to Die               | 22 februari 1972  |
| 22  | Didn't We Meet at a Murder?                 | 29 februari 1972  |
| 23  | Follow the White Brick Road                 | 7 maart 1972      |
| 24  | R&R -- &R                                   | 14 maart 1972     |

## Seizoen 5
| Nr. | Titel aflevering                                 | Uitzenddatum VS   |
| --- | ------------------------------------------------ | ----------------- |
| 1   | Death Is a Company Policy                        | 12 september 1972 |
| 2   | Death Wish on Tantalus Mountain                  | 19 september 1972 |
| 3   | You Don't Have to Kill to Get Rich, But It Helps | 26 september 1972 |
| 4   | Pig in a Blanket                                 | 3 oktober 1972    |
| 5   | The Jinn Who Clears the Way                      | 10 oktober 1972   |
| 6   | Fools Die Twice                                  | 17 oktober 1972   |
| 7   | Chain of Events                                  | 24 oktober 1972   |
| 8   | Journey Out of Limbo                             | 31 oktober 1972   |
| 9   | V for Vashon: The Son                            | 14 november 1972  |
| 10  | V for Vashon: The Father                         | 21 november 1972  |
| 11  | V for Vashon: The Patriarch                      | 28 november 1972  |
| 12  | The Clock Struck Twelve                          | 5 december 1972   |
| 13  | I'm a Family Crook -- Don't Shoot                | 19 december 1972  |
| 14  | The Child Stealers                               | 2 januari 1973    |
| 15  | Thanks for the Honeymoon                         | 9 januari 1973    |
| 16  | The Listener                                     | 16 januari 1973   |
| 17  | Here Today, Gone Tonight                         | 23 januari 1973   |
| 18  | The Odd Lot Caper                                | 30 januari 1973   |
| 19  | Will the Real Mr. Winkler Please Die?            | 6 februari 1973   |
| 20  | Little Girl Blue                                 | 13 februari 1973  |
| 21  | Percentage                                       | 20 februari 1973  |
| 22  | Engaged to be Buried                             | 27 februari 1973  |
| 23  | The Diamond That Nobody Stole                    | 6 maart 1973      |
| 24  | Jury of One                                      | 13 maart 1973     |

## Seizoen 6
| Nr. | Titel aflevering                 | Uitzenddatum VS   |
| --- | -------------------------------- | ----------------- |
| 1   | Hookman                          | 11 september 1973 |
| 2   | Draw Me a Killer                 | 19 september 1973 |
| 3   | Charter for Death                | 25 september 1973 |
| 4   | One Big Happy Family             | 2 oktober 1973    |
| 5   | The Sunday Torch                 | 9 oktober 1973    |
| 6   | Murder Is a Taxing Affair        | 16 oktober 1973   |
| 7   | Tricks Are Not Treats            | 23 oktober 1973   |
| 8   | Why Wait Until Uncle Kevin Dies? | 30 oktober 1973   |
| 9   | Flash of Color, Flash of Death   | 6 november 1973   |
| 10  | A Bullet for El Diablo           | 13 november 1973  |
| 11  | The Finishing Touch              | 20 november 1973  |
| 12  | Anybody Can Build a Bomb         | 27 november 1973  |
| 13  | Try to Die on Time               | 4 december 1973   |
| 14  | The $100,000 Nickel              | 11 december 1973  |
| 15  | The Flip Side Is Death           | 18 december 1973  |
| 16  | Banzai Pipeline                  | 1 januari 1974    |
| 17  | One Born Every Minute            | 8 januari 1974    |
| 18  | Secret Witness                   | 15 januari 1974   |
| 19  | Death with Father                | 22 januari 1974   |
| 20  | Murder with a Golden Touch       | 29 januari 1974   |
| 21  | Nightmare in Blue                | 5 februari 1974   |
| 22  | Mother's Deadly Helper           | 12 februari 1974  |
| 23  | Killer at Sea                    | 19 februari 1974  |
| 24  | 30,000 Rooms and I Have a Key    | 26 februari 1974  |

## Seizoen 7
| Nr. | Titel aflevering                           | Uitzenddatum VS   |
| --- | ------------------------------------------ | ----------------- |
| 1   | The Young Assassins                        | 10 september 1974 |
| 2   | A Hawaiian Nightmare                       | 17 september 1974 |
| 3   | I'll Kill 'Em Again                        | 24 september 1974 |
| 4   | Steal Now -- Pay Later                     | 1 oktober 1974    |
| 5   | Bomb, Bomb, Who's Got the Bomb?            | 8 oktober 1974    |
| 6   | Right Grave, Wrong Body                    | 15 oktober 1974   |
| 7   | We Hang Our Own                            | 22 oktober 1974   |
| 8   | The Two-Faced Corpse                       | 29 oktober 1974   |
| 9   | How to Steal a Masterpiece                 | 12 november 1974  |
| 10  | A Gun for McGarrett                        | 26 november 1974  |
| 11  | Welcome to Our Branch Office               | 3 december 1974   |
| 12  | Presenting... in the Center Ring... Murder | 10 december 1974  |
| 13  | Hara-Kiri: Murder                          | 31 december 1974  |
| 14  | Bones of Contention                        | 7 januari 1975    |
| 15  | Computer Killer                            | 14 januari 1975   |
| 16  | A Woman's Work Is with a Gun               | 21 januari 1975   |
| 17  | Small Witness, Large Crime                 | 28 januari 1975   |
| 18  | Ring of Life                               | 4 februari 1975   |
| 19  | A Study in Rage                            | 11 februari 1975  |
| 20  | And the Horse Jumped Over the Moon         | 18 februari 1975  |
| 21  | Hit Gun for Sale                           | 25 februari 1975  |
| 22  | The Hostage                                | 11 maart 1975     |
| 23  | Diary of a Gun                             | 18 maart 1975     |
| 24  | 6,000 Deadly Tickets                       | 25 maart 1975     |

## Seizoen 8
| Nr. | Titel aflevering                   | Uitzenddatum VS   |
| --- | ---------------------------------- | ----------------- |
| 1   | Murder - Eyes Only: Part 1         | 12 september 1975 |
| 2   | Murder - Eyes Only: Part 2         | 12 september 1975 |
| 3   | McGarrett Is Missing               | 19 september 1975 |
| 4   | Termination with Extreme Prejudice | 26 september 1975 |
| 5   | Target? the Lady                   | 3 oktober 1975    |
| 6   | Death's Name Is Sam                | 10 oktober 1975   |
| 7   | The Case Against McGarrett         | 17 oktober 1975   |
| 8   | The Defector                       | 24 oktober 1975   |
| 9   | Sing a Song of Suspense            | 31 oktober 1975   |
| 10  | Retire in Sunny Hawaii -- Forever  | 7 november 1975   |
| 11  | How to Steal a Submarine           | 14 november 1975  |
| 12  | The Waterfront Steal               | 21 november 1975  |
| 13  | Honor Is an Unmarked Grave         | 28 november 1975  |
| 14  | A Touch of Guilt                   | 4 december 1975   |
| 15  | Wooden Model of a Rat              | 11 december 1975  |
| 16  | Deadly Persuasion                  | 18 december 1975  |
| 17  | Legacy of Terror                   | 1 januari 1976    |
| 18  | Loose Ends Get Hit                 | 8 januari 1976    |
| 19  | Anatomy of a Bribe                 | 15 januari 1976   |
| 20  | Turkey Shoot at Makapuu            | 29 januari 1976   |
| 21  | A Killer Grows Wings               | 5 februari 1976   |
| 22  | The Capsule Kidnapping             | 12 februari 1976  |
| 23  | Love Thy Neighbor -- Take His Wife | 26 februari 1976  |
| 24  | A Sentence to Steal                | 4 maart 1976      |

## Seizoen 9
| Nr. | Titel aflevering                   | Uitzenddatum VS   |
| --- | ---------------------------------- | ----------------- |
| 1   | Nine Dragons: Part 1               | 30 september 1976 |
| 2   | Nine Dragons: Part 2               | 30 september 1976 |
| 3   | Assault on the Palace              | 7 oktober 1976    |
| 4   | Oldest Profession -- Latest Price  | 14 oktober 1976   |
| 5   | Man on Fire                        | 21 oktober 1976   |
| 6   | Tour de Force -- Killer Aboard     | 28 oktober 1976   |
| 7   | The Last of the Great Paperhangers | 4 november 1976   |
| 8   | Heads, You're Dead                 | 11 november 1976  |
| 9   | Let Death Do Us Part               | 18 november 1976  |
| 10  | Double Exposure                    | 2 december 1976   |
| 11  | Yes, My Deadly Daughter            | 16 december 1976  |
| 12  | Target -- A Cop                    | 23 december 1976  |
| 13  | The Bells Toll at Noon             | 6 januari 1977    |
| 14  | Man in a Steel Frame               | 13 januari 1977   |
| 15  | Ready... Aim...                    | 20 januari 1977   |
| 16  | Elegy in a Rain Forest             | 27 januari 1977   |
| 17  | Dealer's Choice -- Blackmail       | 3 februari 1977   |
| 18  | A Capitol Crime                    | 17 februari 1977  |
| 19  | To Die in Paradise                 | 24 februari 1977  |
| 20  | Blood Money Is Hard to Wash        | 3 maart 1977      |
| 21  | To Kill a Mind                     | 17 maart 1977     |
| 22  | Requiem for a Saddle Bronc Rider   | 24 maart 1977     |
| 23  | See How She Runs                   | 31 maart 1977     |
| 24  | Practical Jokes Can Kill You       | 5 mei 1977        |

## Seizoen 10
| Nr. | Titel aflevering                      | Uitzenddatum VS   |
| --- | ------------------------------------- | ----------------- |
| 1   | Up the Rebels                         | 15 september 1977 |
| 2   | You Don't See Many Pirates These Days | 22 september 1977 |
| 3   | The Cop on the Cover                  | 29 september 1977 |
| 4   | The Friends of Joey Kalima            | 13 oktober 1977   |
| 5   | The Descent of the Torches            | 20 oktober 1977   |
| 6   | The Ninth Step                        | 27 oktober 1977   |
| 7   | Shake Hands with the Man on the Moon  | 10 november 1977  |
| 8   | Deadly Doubles                        | 17 november 1977  |
| 9   | Deep Cover                            | 8 december 1977   |
| 10  | Tsunami                               | 22 december 1977  |
| 11  | East Wind -- Ill Wind                 | 29 december 1977  |
| 12  | Tread the King's Shadow               | 5 januari 1978    |
| 13  | The Big Aloha                         | 12 januari 1978   |
| 14  | A Short Walk on the Longshore         | 2 februari 1978   |
| 15  | The Silk Trap                         | 9 februari 1978   |
| 16  | Head to Head                          | 16 februari 1978  |
| 17  | Tall on the Wave                      | 2 maart 1978      |
| 18  | Angel in Blue                         | 9 maart 1978      |
| 19  | When Does a War End?                  | 16 maart 1978     |
| 20  | Invitation to Murder                  | 23 maart 1978     |
| 21  | Frozen Assets                         | 30 maart 1978     |
| 22  | My Friend, the Enemy                  | 13 april 1978     |
| 23  | A Stranger in His Grave               | 27 april 1978     |
| 24  | A Death in the Family                 | 4 mei 1978        |

## Seizoen 11
| Nr. | Titel aflevering                 | Uitzenddatum VS   |
| --- | -------------------------------- | ----------------- |
| 1   | The Sleeper                      | 28 september 1978 |
| 2   | Horoscope for Murder             | 5 oktober 1978    |
| 3   | Deadly Courier                   | 12 oktober 1978   |
| 4   | The Case Against Philip Christie | 19 oktober 1978   |
| 5   | Small Potatoes                   | 26 oktober 1978   |
| 6   | A Distant Thunder                | 9 november 1978   |
| 7   | Death Mask                       | 16 november 1978  |
| 8   | The Pagoda Factor                | 23 november 1978  |
| 9   | A Long Time Ago                  | 30 november 1978  |
| 10  | Why Won't Linda Die?             | 14 december 1978  |
| 11  | The Miracle Man                  | 21 december 1978  |
| 12  | Number One with a Bullet: Part 1 | 28 december 1978  |
| 13  | Number One with a Bullet: Part 2 | 4 januari 1979    |
| 14  | The Meighan Conspiracy           | 18 januari 1979   |
| 15  | The Spirit Is Willie             | 25 januari 1979   |
| 16  | The Bark and the Bite            | 8 februari 1979   |
| 17  | Stringer                         | 22 februari 1979  |
| 18  | The Execution File               | 1 maart 1979      |
| 19  | A Very Personal Matter           | 15 maart 1979     |
| 20  | The Skyline Killer               | 22 maart 1979     |
| 21  | The Year of the Horse: Part 1    | 5 april 1979      |
| 22  | The Year of the Horse: Part 2    | 5 april 1979      |

## Seizoen 12
| Nr. | Titel aflevering              | Uitzenddatum VS  |
| --- | ----------------------------- | ---------------- |
| 1   | A Lion in the Streets: Part 1 | 4 oktober 1979   |
| 2   | A Lion in the Streets: Part 2 | 4 oktober 1979   |
| 3   | Who Says Cops Don't Cry?      | 11 oktober 1979  |
| 4   | Though the Heavens Fall       | 18 oktober 1979  |
| 5   | Sign of the Ram               | 25 oktober 1979  |
| 6   | Good Help Is Hard to Find     | 1 november 1979  |
| 7   | Image of Fear                 | 8 november 1979  |
| 8   | Use a Gun, Go to Hell         | 29 november 1979 |
| 9   | Voice of Terror               | 4 december 1979  |
| 10  | A Shallow Grave               | 11 december 1979 |
| 11  | The Kahuna                    | 18 december 1979 |
| 12  | Labyrinth                     | 25 december 1979 |
| 13  | School for Assassins          | 1 januari 1980   |
| 14  | For Old Times Sake            | 8 januari 1980   |
| 15  | The Golden Noose              | 15 januari 1980  |
| 16  | The Flight of the Jewels      | 1 maart 1980     |
| 17  | Clash of Shadows              | 8 maart 1980     |
| 18  | A Bird in Hand...             | 15 maart 1980    |
| 19  | The Moroville Covenant        | 29 maart 1980    |
| 20  | Woe to Wo Fat                 | 5 april 1980     |